# 最後的摩根戰士
《最後的莫希干人》，又譯《大地英豪》（朱生豪譯本），是19世紀美國浪漫主義作家詹姆士·菲尼莫·庫柏在1826年出版的一本描寫美國18世紀邊疆拓荒時代獨立精神的小說，是《皮襪子故事集》（Leather-Stocking Tales）系列中的第二集。故事以英軍與法軍在美洲大陸上爭奪殖民地的英法七年戰爭為故事背景，以族群鬥爭和人質救援為故事主軸，穿插了獵人本波與英國女孩寇拉的戀愛故事。

## 故事情節
故事描述縱橫美洲大草原的鷹眼獵人拿鐵·本波（Natty Bumppo），某日見到平日打獵的山中家園烽火四起。在一場英法雙方的戰役中，獵人本波無意中救了英國白人移民的女兒蔻拉（Cora）。獵人本波因為救蔻拉，開槍殺了法國人士兵，迫不得已捲入這場英軍與法軍的戰役。在這場發生在美洲的英法七年戰爭中，身為美洲原住民的印第安人，夾在英法兩國軍隊間，左右為難。莫希干人和休倫人，為日後族群生路也分成了兩派。莫希干人主張不要捲入戰役，置身事外，往山中移去。休倫人則為了族群的生存選擇投靠法軍，成了法軍間諜和斥候。故事最後，因為休倫人戰士馬瓜的逼迫，Alice跳崖自殺。兩人戀情無疾而終。印地安人老戰士欽科谷則殺了休倫人的馬瓜，為愛子復仇，而老戰士欽科谷成了最後一個莫希干人。

## 故事系列
《皮襪故事集》（Leather-Stocking Tales）全系列共五本，另外四本小說並未依時序出版，依序分別是《獵鹿人》（Deerslayer），《最後的莫希根人》（The Last of the Mohicans）《拓荒人》（Pioneers），《找路人》（The Pathfinder），《大草原》（The Prairies）。

## 改編作品
這本小說曾多次被改編成電影及電視劇，最近的一次是1992年的，該片由米高·曼執導，丹尼爾·戴-路易斯主演。《大地英豪：最後的莫希根人》的場景設在1757年的夏天，時值北美印地安戰爭時期，英國和法國為爭奪紐約州西部而開戰。威廉亨利堡是英國的前哨基地，由門羅上校所負責，後來遭到法國指揮官孟康和同盟的印地安人攻擊，這些印地安人來自休倫人和達拉威部落。門羅（Monroe）上校的兩個女兒愛麗絲（Alice）和蔻拉（Cora），前來威廉亨利堡找他們的父親，卻在途中被休倫人的馬瓜所挾持，因為馬瓜想向宿敵門羅上校報一箭之仇。一位叫做鷹眼的獵人，是早期白人移民後代，離群索居，獨自住在一間小木屋的他身懷絕技，和欽科古、安卡斯兩位莫希根人營救了兩位姊妹。他們歷經了多次危險的交戰，千鈞一髮，最後雙方在奮戰中以悲劇收場。《大地英豪：最後一個摩希根人》是一本虛構小說，但故事中有一些橋段以真實的歷史事件為背景，例如1757年八月威廉亨利堡的投降事件。投降之後，殖民者棄堡離開，卻遭到法國的印地安同盟者攻擊，最後有180個人左右在事件中喪生。